# سكك حديد وادي النيل

## سكك حديد النيل وادى حلفا كرمه 1873مـ 1875م
1. أول مدير اداري بسكة حديد شاهين باشا[1] في عام 1873م وانتهت فترته في عام 1875م
2. من ثم تول المهمة مصطفى باشا فهمي [2]منذ 1875 إلى 1876م
3. تولى من بعده علي صادق (اداري)في عام 1876م إلى عام 1878م
4. خلفه أي جونسون (اداري)من عام 1878م لى 1884م
5. من ثم تولى المهمة ميجور جنرال أي سي اسكوت [3](مشرف)1884م الي 1885م لفترة عام واحد
6. في عام 1886م أصبحت الوظيفة شاغرة من مدير الي أن جاء الحكم البريطاني المصري للسودان [4]في عام 1897م إلى 1956م التي نال السودان استقلاله
7. استلم مهام المدير سكة حديد السودان ميجور جنرال أي بي سي قريوارد (مشرف الغزو)في عام 1896 إلى 1897م
8. بعده جاء بريجيدير جنرال أي بي مكاولي (مشرف)في عام 1897م إلى عام 1906م
9. جاء لفتنانت كولونيل أي سي مدونتر[5] (مشرف) بتاريخ 23/10/1906م
10. من ثم انتقلت الرئاسة إلى مدينة عطبرة وتغير اسم الوظيفة لمدير في عام 1908م
11. جاء مستر ايه سي باركر (مدير عام) في فترة 1925م إلى عام 1932م
12. بعدها جاء الدور على مستر اتش بي اميلي بتاريخ 1932/8/10م إلى 1939/7/1م
13. تولى من بعده مستر اف اس ليس اسبالدنق في الفترة 1939/7/2م إلى 1941/10/21م
14. بعده جاء مستر سي ار وليامز 1941/10/22م إلى عام 1946/9/9م
15. تولى المنصبة من بعده مستر اتش روبرتصن 1949/9/10م إلى 1949/12/16م لفتر ة ثلاثة أشهر
16. وخلفه مستر آرجية هيلارد 1949/12/17م إلى عام 1952/4/4م
17. انتقل المنصب إلى مستر جية ارفاركرصن في فترة 1952/10/1م إلى فترة 1957/7/27م لمدة عام من تاريخ استقلال السودان .